# トヨタ・ZRエンジン
トヨタ・ZRエンジンとは、トヨタ自動車の水冷直列4気筒ガソリンエンジンの系列である。
ZZ型エンジンの後継機として、中型乗用車に採用されている。日本市場では2006年（平成18年）10月以降よりE140系カローラシリーズを皮切りに、ノア・ヴォクシーやウィッシュ、アイシスなどのミドルクラスのミニバン等に順次搭載されている。
これまでの主力エンジンだったZZ型エンジン、AZ型エンジンと比較し、冷却性などを向上させたほかDual VVT-i （可変バルブ機構、2ZR-FXE除く） を採用し、出力、低回転域のトルクおよび燃費を向上させている。2007年（平成19年）からは一部車種向けにバルブマチック（バルブリフト量可変機構）仕様が、2009年（平成21年）からはハイブリッド車向けのミラーサイクル仕様（2ZR-FXE）が登場した。
2ZR-FXEは、2010年（平成22年）、インターナショナル・エンジン・オブ・ザ・イヤーのグリーンエンジン賞に選ばれている。さらに2015年（平成27年）に登場した50系プリウス搭載時は、自動車用の量産ガソリンエンジンとして世界トップの熱効率（40%）を実現している。

## バリエーション

### 1ZR-FE
- タイプ:直列4気筒 DOHC 16バルブ DualVVT-i
- 排気量:1.598 L
- 内径×行程:80.5×78.5
- 圧縮比:10.2
- ACIS:無し

#### 出力
- 91 kW （124PS）/6,000rpm 157 Nm （16.0 kg-m）/5,200rpm （95 RON）
- 90 kW （122PS）/6,000rpm 154 Nm （15.7 kg-m）/5,200rpm （90 RON）

#### 主な搭載車種
- カローラ（欧州仕様車）- ZRE120・151
- オーリス（欧州仕様車）
- ヴィオス（中国仕様車）- ZSP92

### 1ZR-FAE
- タイプ:直列4気筒 DOHC 16バルブ DualVVT-i バルブマチック
- 排気量:1.598 L
- 内径×行程:80.5×78.5
- 圧縮比:10.7
- ACIS:有り

#### 出力
- 097 kW （132PS）/6,400rpm 160 Nm （16.3 kg-m）/4,400rpm
- 100 kW （136PS）/6,800rpm 160 Nm （16.3 kg-m）/4,400rpm （ロータス・エリーゼ向け）

#### 主な搭載車種
- アベンシス（2009年 - 2018年）
- オーリス
- ヴァーソ（2009年 - 2018年）
- ロータス・エリーゼ（2011年 - 2018年）

### 1ZR-FBE
1ZR-FEのフレックス燃料版。
- タイプ:直列4気筒 DOHC 16バルブ DualVVT-i
- 排気量:1.598 L
- 内径×行程:80.5×78.5
- 圧縮比:10.2
- ACIS:無し

#### 出力
- 92 kW （125PS）/6,000rpm 157 Nm （16.0 kg-m）/5,200rpm

#### 主な搭載車種
- カローラアルティス（タイ仕様車）

### 2ZR-FE

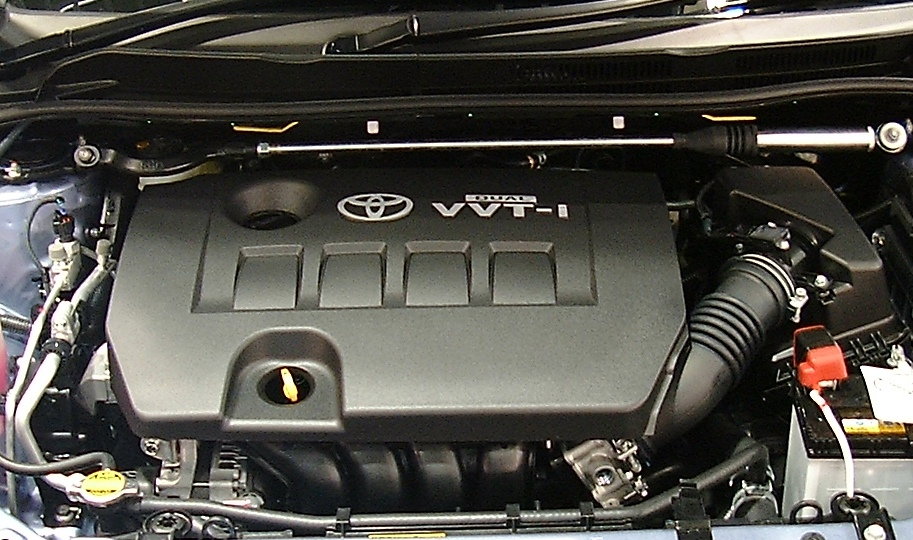
2ZR-FE

- タイプ:直列4気筒 DOHC 16バルブ DualVVT-i
- 排気量:1.797 L
- 内径×行程:80.5×88.3
- 圧縮比:10.0

#### 出力
- 100 kW （136PS）/6,000rpm 175 Nm （17.8 kg-m）/4,400rpm
- 097 kw （132PS）/6,000rpm 172 Nm （17.5 kg-m）/4,400rpm
- 095 kW （128PS）/6,000rpm 166 Nm （16.9 kg-m）/4,400rpm
- 094 kw （127PS）/6,000rpm 166 Nm （16.9 kg-m）/4,400rpm
- 092 kw （125PS）/6,000rpm 163 Nm （16.6 kg-m）/4,400rpm
- 162 kw （220PS）/6,800rpm 250 Nm （25.4 kg/m）/4,600rpm （2ZR-FE+スーパーチャージャー）

#### 主な搭載車種
- トヨタ・カローラアクシオ（初代・2006年10月 - 2010年4月）
- カローラフィールダー（2代目・2006年10月 - 2010年4月）
- カローラルミオン（2007年8月 - 2009年12月）
- オーリス（初代・2006年10月 - 2009年10月）
- プレミオ/アリオン（2代目・2007年5月 - 2010年4月）
- イスト（2代目・2007年7月 - 2010年8月）
- 光岡・ガリュー2-04（2008年2月 - 2010年5月）※ガリュークラシックを含む
- 光岡・ヌエラ（2代目・2008年7月 - 2010年5月）
- ポンティアック・ヴァイブ（2代目・2009年 - 2010年）
- ロータス・エリーゼS（2012年7月 - ）
- ヴィッツGRMN（3代目・2018年春 - ）

### 2ZR-FAE

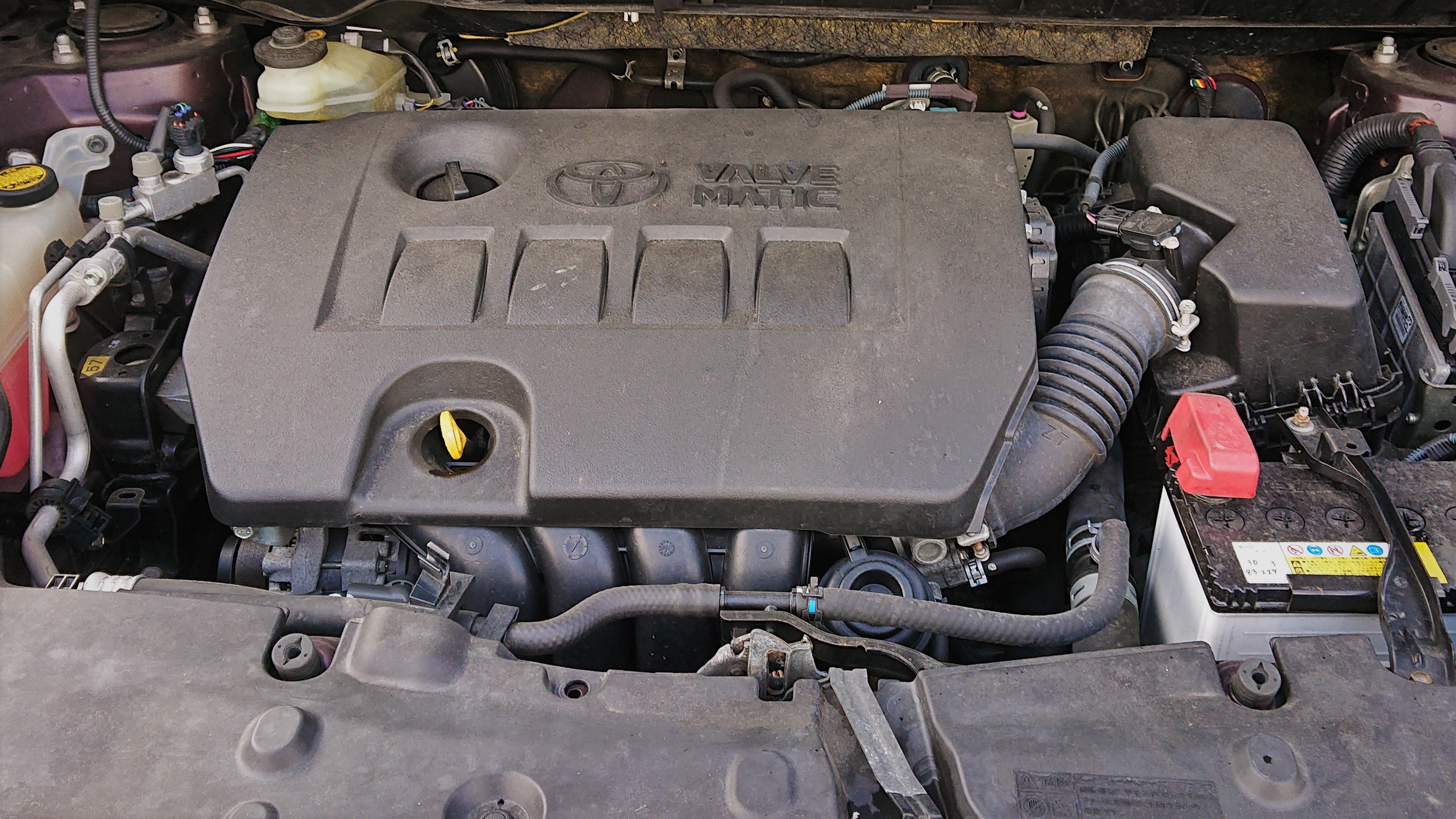
2ZR-FAE

2ZR-FEエンジンをベースに、バルブマチック（バルブリフト量を変化させスロットルバルブの役割を果たす機構）を搭載した機種である。吸気抵抗を減少させることができるため、最大で1割程度の燃費向上と出力向上を図っている。ただし本来のスロットルバルブは残されており、運転条件によってはバルブマチックと協調制御を行うほか、バルブマチックの故障時にはバックアップとして働く。第2世代ではカム作用角変更、圧縮比アップ、補機ベルト張力のメンテナンスフリー化などにより、燃費を向上させている（下記3ZR-FAEも同様）。
- タイプ:直列4気筒 DOHC 16バルブ DualVVT-i バルブマチック
- 排気量:1.797 L
- 内径×行程:80.5×88.3
- 圧縮比:10.0 （2009 - ） / 10.6 （2012 - ）

#### 出力

##### 第一世代・2009年 - 2012年
- 098 kW （133PS）/6,400rpm 164 Nm（16.7 kg-m）/4,400rpm
- 100 kW （136PS）/6,400rpm 167 Nm（17.0 kg-m）/4,400rpm
- 106 kW （144PS）/6,400rpm 176 Nm（17.9 kg-m）/4,400rpm
- 108 kW （147PS）/6,400rpm 180 Nm（18.4 kg-m）/4,000rpm （無鉛プレミアムガソリン仕様）
- 105 kW （143PS）/6,200rpm 173 Nm（17.6 kg-m）/4,000rpm

##### 第二世代・2012年 -
- 095 kW （130PS）/6,200rpm 161 Nm（16.4 kg-m）/4,000rpm
- 096 kW （131PS）/6,200rpm 161 Nm（16.4 kg-m）/4,000rpm
- 100 kW （136PS）/6,200rpm 167 Nm（17.0 kg-m）/4,000rpm
- 103 kW （140PS）/6,200rpm 172 Nm（17.5 kg-m）/4,000rpm
- 106 kW （144PS）/6,200rpm 180 Nm（18.4 kg-m）/3,800rpm （無鉛プレミアムガソリン仕様）
- 103 kW （140PS）/6,200rpm 170 Nm（17.3 kg-m）/3,900rpm

#### 主な搭載車種
- ウィッシュ（2代目・2009年4月 - 2017年10月）
- アベンシス（欧州仕様・3代目）
- アイシス（2009年9月 - 2017年12月）
- オーリス（日本仕様初代・2009年10月 - 2012年7月、日本仕様2代目・2012年7月 - 2018年4月）
- ヴァーソ（2代目、2009年 - ）
- カローラルミオン（2009年9月 - 2015年12月）
- カローラアクシオ（初代・2010年4月 - 2012年5月）
- カローラフィールダー（2代目・2010年4月 - 2012年5月、3代目・2012年5月 - 2015年3月）
- カローラセダン（日本仕様12代目・2019年9月 - 2022年9月、中国仕様12代目・2018年12月 - 2021年10月、北米仕様12代目・2019年4月 - 2022年12月）
  - レビン（中国仕様8代目、中国仕様9代目・2018年12月 - 2021年10月）
- カローラツーリング（初代・2019年9月 - 2022年9月）
- カローラクロス（2021年9月 - 2023年10月）
- プレミオ/アリオン（各2代目・2010年4月 - 2021年3月）
- シエンタ（台湾仕様2代目・2016年11月 - ）
- 光岡・ガリュー2-04/ガリュークラシック/ミツオカリムジン type2-04（2010年5月 - 2012年5月）※認定中古車除く
- 光岡・ヌエラ（2代目・2010年5月 - 2012年5月）※認定中古車除く

### 2ZR-FBE
2ZR-FEのフレックス燃料版。
- タイプ:直列4気筒 DOHC 16バルブ DualVVT-i
- 排気量:1.797 L
- 内径×行程:80.5×88.3
- 圧縮比:10.0

#### 出力
- 104 kW （141PS）/6,000rpm、177 Nm （18.05 kg-m）/4,000rpm
- 103 kW （140PS）/6,000rpm、175 Nm （17.85 kg-m）/4,000rpm

#### 主な搭載車種
- カローラ（ブラジル仕様車）
- カローラアルティス（タイ仕様車）
- C-HR（タイ仕様車）

### 2ZR-FXE

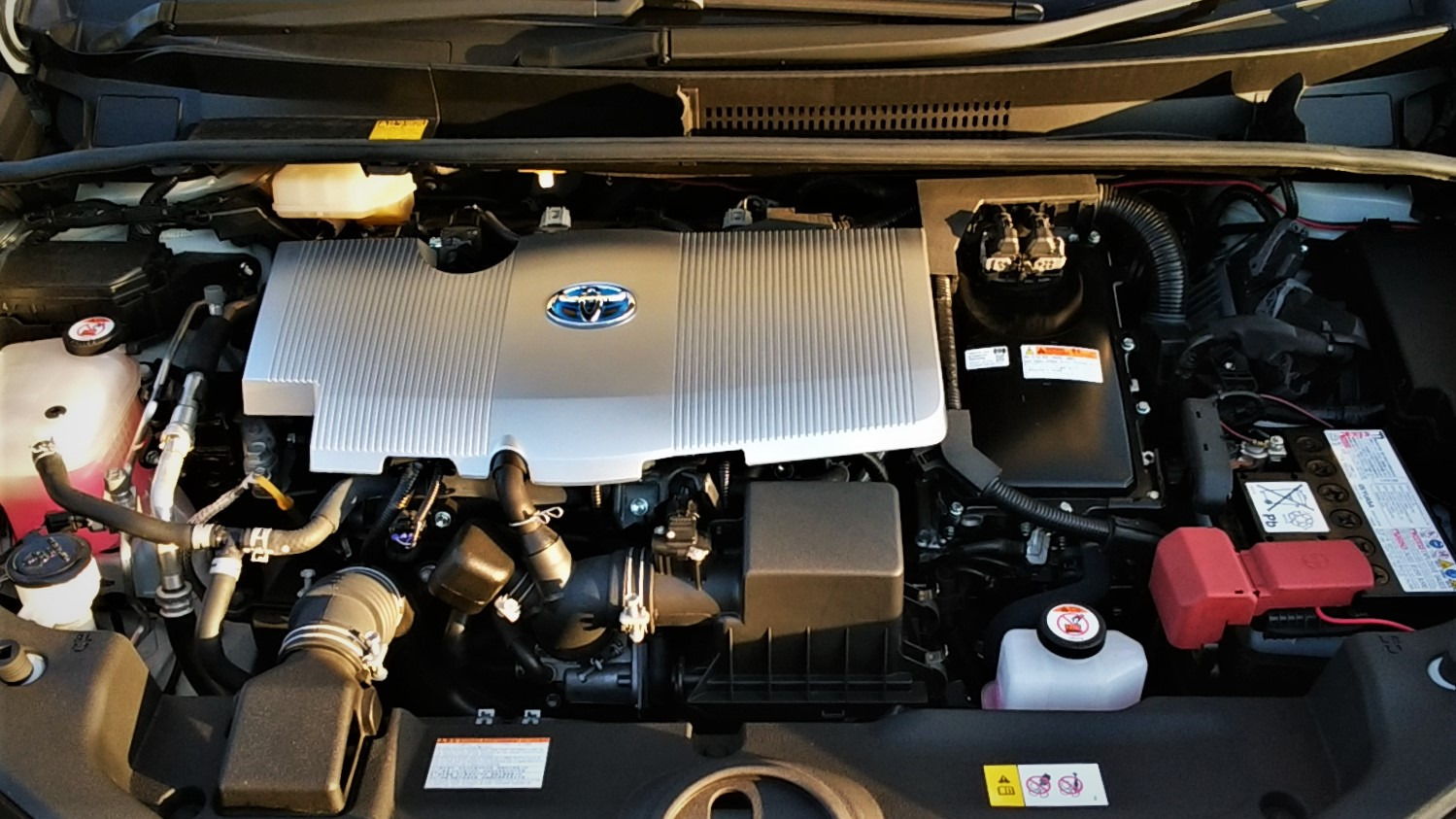
2ZR-FXE

2ZR-FEエンジンをベースに、ハイブリッドカー（THS）の運転条件に特化させた機種である。吸気バルブの遅閉じによるミラーサイクルを採用している。そのため吸気カムの作用角は2ZR-FEの246°に対し、2ZR-FXEは270°と広く、吸気バルブの閉弁タイミングは2ZR-FEの下死点後10° - 65°に対して2ZR-FXEでは61° - 102°と遅くなっている。そのほか水冷式外部EGRを導入することで全負荷領域にて理論空燃比による運転を達成している（中国など一部地域の仕様では不採用）。外部EGRが導入されているため、内部EGR制御に有効な排気側VVT-iは省かれており、吸気側のみのVVT-iとなる。
また、補器類のうちウォーターポンプとエアコン用コンプレッサが電動化されているため、それらを駆動するための補機用ベルトが存在しないが、他機種と同様にクランクシャフト端にベルト用のプーリー（クランクプーリー）は備えられている。これは動部品が他機種と共通であるため、振動特性のマッチングに不可欠な部品であることによる。
- タイプ:直列4気筒 DOHC 16バルブ VVT-i ミラーサイクル
- 排気量:1.797 L
- 内径×行程:80.5×88.3
- 圧縮比:13.0

#### 出力
- 73 kW （99PS）/5,200rpm 142 Nm （14.5 kg-m）/4,000rpm
- 72 kW （98PS）/5,200rpm 142 Nm （14.5 kg-m）/3,600rpm

#### 主な搭載車種
- プリウス（2009年5月 - ）
- オーリスハイブリッド（2010年 - 2018年）
- レクサス・CT200h（2011年1月 - ）
- プリウスα（2011年5月 - 2021年3月）/ダイハツ・メビウス（2013年4月 - 2021年3月）
- ノア/ヴォクシー/エスクァイア（2014年1月 - エスクァイアは2014年10月 - 2022年1月）
- C-HR（2016年12月 - ）※ハイブリッド仕様のみ搭載
- カローラスポーツハイブリッド（2018年6月 - ）
- カローラセダンハイブリッド（2019年9月 - ）※日本仕様での場合
- カローラツーリングハイブリッド（2019年9月 - ）
- * カローラクロスハイブリッド（2021年9月 - ）

### 3ZR-FE
- タイプ:直列4気筒 DOHC 16バルブ DualVVT-i
- 排気量:1.986 L
- 内径×行程:80.5×97.6
- 圧縮比:10.0

#### 出力
- 105 kW （143PS）/5,600rpm 194 Nm （19.8 kg-m）/3,900rpm
- 103 kW （140PS）/5,600rpm 190 Nm （19.4 kg-m）/3,900rpm

#### 主な搭載車種
- ノア/ヴォクシー（2007年6月 - 2010年4月）

### 3ZR-FAE
3ZR-FEのバルブマチック搭載版。

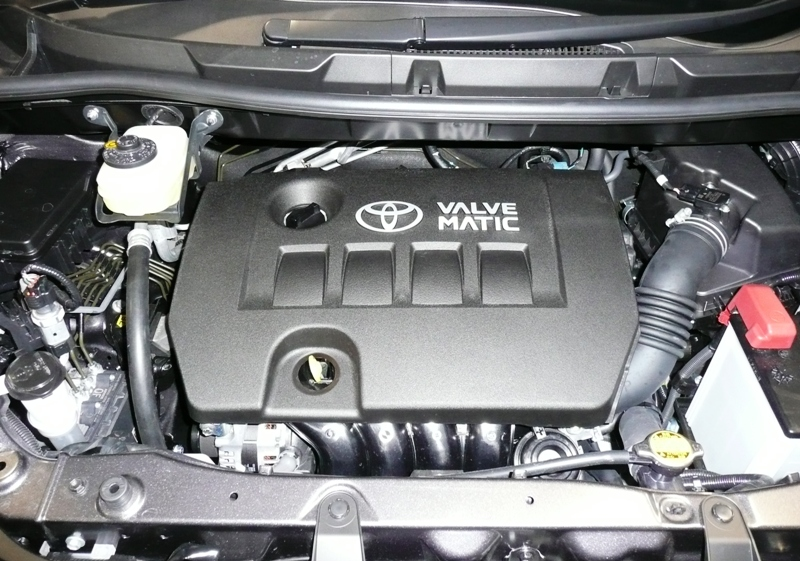
3ZR-FAE

- タイプ:直列4気筒 DOHC 16バルブ DualVVT-i バルブマチック
- 排気量:1.986 L
- 内径×行程:80.5×97.6
- 圧縮比:10.0 （2007-） / 10.5 （2012-）

#### 出力
- 116 kW （158PS）/6,200rpm 196 Nm （20.0 kg-m）/4,400rpm
- 114 kW （155PS）/6,200rpm 192 Nm （19.6 kg-m）/4,400rpm
- 112 kW （152PS）/6,200rpm 196 Nm （20.0 kg-m）/4,000rpm （無鉛プレミアムガソリン）

##### 第二世代・2012年 -
- 112 kW （152PS）/6,100rpm 193 Nm （19.7 kg-m）/3,800rpm

#### 主な搭載車種
- ノア/ヴォクシー（2007年6月 - ）
- プレミオ/アリオン（2008年1月 - ）
- アベンシス（2009年1月 - ）
- ウィッシュ（2009年4月 - 2017年10月）
- アイシス（2009年9月 - ）
- ハリアー（2013年12月 - ）
- C-HR（北米仕様車）

### 3ZR-FBE
3ZR-FEのフレックス燃料版。
- タイプ:直列4気筒 DOHC 16バルブ DualVVT-i
- 排気量:1.986 L
- 内径×行程:80.5×97.6
- 圧縮比:12.0

#### 出力
- 113 kW （154PS）/5,800rpm 203 Nm （20.6 kg-m）/4,800rpm

#### 主な搭載車種
- カローラ（ブラジル仕様車、2010年 - ）

### 4ZR-FE
スペック上、1ZR-FEと同じであるが、中国生産品のため型式が区別されている。
- タイプ:直列4気筒 DOHC 16バルブ DualVVT-i
- 排気量:1.598 L
- 内径×行程:80.5×78.5
- 圧縮比:10.2

#### 出力
- 87 kW （118PS）/6,000rpm 150 Nm （15.3 kg-m）/4,400rpm

#### 主な搭載車種
- カローラEX（中国仕様車）
- ヴィッツ（中国仕様車）

### 5ZR-FXE
スペック上、2ZR-FXEと同じであるが、中国生産品のため型式が区別されている。
- タイプ:直列4気筒 DOHC 16バルブ VVT-i ミラーサイクル
- 排気量:1.797 L
- 内径×行程:80.5×88.3
- 圧縮比:13.0

#### 出力
- 73 kW （99PS）/5,200rpm 142 Nm （14.5 kg-m）/4,000rpm

#### 主な搭載車種
- プリウス（中国仕様車）
- レクサス・CT200h（中国仕様車）